# Garzo dell'Incisa
Garzo dell'Incisa (XII secolo – XIII secolo) è stato un poeta e notaio italiano. Fu forse il bisnonno di Petrarca.

## Biografia
Fu autore di alcune laude e di una raccolta di 240 proverbi in rima, 12 per ogni lettera dell'alfabeto. Secondo l'ipotesi di Gianfranco Contini, sarebbe stato il nonno di ser Petracco, a sua volta padre del poeta Francesco Petrarca, entrambi ricordati come notai; ma questioni di ordine cronologico farebbero escludere questa possibilità. Morì a 104 anni.